# Condom-d'Aubrac
 Condom-d'Aubrac  (en occitano Condom) es una población y comuna francesa, situada en la región de Mediodía-Pirineos, departamento de Aveyron, en el distrito de Rodez y cantón de Saint-Chély-d'Aubrac.

## Demografía
| 512 | 471 | 382 | 336 | 349 | 349 |
| Para los censos de 1962 a 1999 la población legal corresponde a la población sin duplicidades (Fuente: INSEE [Consultar]) |     |     |     |     |     |